# Roderich von Schoeler
Roderich Felix Alexander von Schoeler (né le 3 août 1862 à Trèves et mort le 4 avril 1935 à Bad Wildungen) est un général d'infanterie allemand de la Reichswehr.

## Biographie

### Origine
Roderich est le fils du Generalleutnant prussien Daniel von Schoeler (de) (1800-1878) et de sa seconde épouse Helene von Bornstedt (née le 13 mai 1825 à Rathenow et morte le 18 octobre 1898 à Bonn).

### Carrière militaire
Schoeler est entré le 12 avril 1879 dans le 4e régiment à pied de la Garde de l'armée prussienne en tant qu'enseigne  venant du corps des cadets. À l'automne de la même année, il est promu sous-lieutenant et premier lieutenant le 22 juillet 1888. En tant que tel, Schoeler est affecté à l'académie de guerre pour poursuivre sa formation du 1er octobre 1890 au 21 juillet 1893. Par la suite, Schoeler devient capitaine et commandant de compagnie dans son régiment d'origine à la mi-septembre 1893. En novembre 1899, il est ensuite affecté au ministère de la Guerre et finalement transféré à Schoeler le 27 novembre 1899 et, le 27 janvier 1900, Schoeler est promu au grade de major. Il y travaille dans la 2e division de ravitaillement (C2) au sein du département de ravitaillement et de justice (CD) jusqu'au 13 février 1905. Il prend ensuite le commandement du 3e bataillon du 89e régiment de grenadiers (de) à Schwerin et est promu lieutenant-colonel le 10 avril 1906. Après deux ans de service à la troupe, Schoeler prend en charge le 18 mai 1907 le commandement du district de Berlin III. C'est à ce poste qu'il est promu colonel le 20 avril 1909. En tant que tel, Schoeler commande le 2e régiment à pied de la Garde du 27 janvier 1910 au 30 septembre 1912 et devient ensuite commandant de la 2e brigade d'infanterie de la Garde, tout en étant promu major général. Dès l'année suivante, Schoeler est rappelé le 3 juillet 1913 et nommé directeur du département administratif de l'armée (BD) au ministère de la Guerre. Parallèlement, il fait office de plénipotentiaire adjoint auprès du Bundesrat de l'Empire allemand.

#### Première Guerre mondiale
Lorsque la Première Guerre mondiale a éclaté, Schoeler a été nommé intendant général de l'armée de terre le 3 août 1914. Le 27 avril 1916, Schoeler retourna au service des troupes et fut chargé du commandement de la 20e division d'infanterie. Ce poste est suivi le 6 juin 1916 par sa promotion au rang de lieutenant-général et enfin le 21 août 1916 par sa nomination au poste de commandant de division. Avec elle, il est engagé sur le front de l'Est et participe aux batailles de Stokhod et à la bataille de Kovel lors de l'offensive Broussilov. Schoeler est retiré de ce commandement du front le 30 septembre 1916 et fut nommé vice-ministre de la guerre. Il ne reste cependant que quelques semaines dans cette fonction. Le 29 octobre 1916, il est transféré aux officiers de l'armée et le 18 décembre 1916, il fut nommé commandant de la 11e division d'infanterie. La division est alors engagée dans une guerre de tranchées sur la Somme. Lors de la bataille d'Arras, sa division parvient à empêcher la percée des troupes britanniques et canadiennes dans la section commandée par Schoeler, mais subit de lourdes pertes. 105 officiers et 3154 sous-officiers et hommes perdent la vie, sont blessés ou sont portés disparus. Schoeler est ensuite chargé, le 11 mai 1917, de diriger le 8e corps d'armée affecté au groupe d'armées von Linsingen en Volhynie.
En septembre, Schoeler et son corps d'armée rejoignent le détachement d'armée B et se voient attribuer une section à la frontière suisse. Au printemps 1918, le corps est affecté à la 7e armée et part à l'attaque le 7 avril 1918. Il prend d'assaut les hauteurs d'Amigny et force le passage de l'Oise à Chauny. Les jours suivants, la grande unité combattit dans le taillis de Coucy et sur l'Ailette, prend d'assaut Coucy-le-Château et poursuit l'ennemi vaincu jusqu'au canal Oise-Aisne. L'attaque est alors stoppée.
Du 9 au 13 juin 1918, Schoeler dirige ensuite son corps d'armée au sein de la 18e armée à la bataille de Noyon. Le premier jour de combat, l'ennemi est repoussé de sept kilomètres vers le sud et le 10 juin, le corps s'empare de Marquéglise. Au cours des combats suivants, il progresse vers le sud-est le long du Matz au sud-est et menace le flanc gauche des troupes françaises stationnées sur les hauteurs de Lassigny. Cependant, ses troupes ne peuvent avancer plus loin que l'Aronde, car Schoeler y est confronté à de fortes contre-attaques qu'il peut toutefois repousser. Pour ses exploits, Schoeler est présenté au Pour le Mérite par son général commandant, Oskar von Hutier. Le 30 juin 1918, Guillaume II lui décerne la plus haute distinction prussienne pour sa bravoure.
Jusqu'à la fin de la guerre, Schoeler participe à des combats défensifs au sein de la 7e armée, en dernier lieu dans la position Anvers-Meuse. Après l'armistice de Compiègne, il ramène ses troupes chez lui.

#### Reichswehr
Schoeler est accepté dans la Reichswehr provisoire et le 7 août 1919 chargé de diriger le 2e groupe de commandement de la Reichswehr à Cassel. À l'approche du putsch de Kapp, Schoeler se montre hostile à Walther von Lüttwitz. Dès le premier jour du coup d'État, il fait une déclaration de loyauté au gouvernement Ebert. Schoeler présente sa démission et est retiré du service actif le 30 septembre 1920 avec l'attribution du caractère de général d'infanterie.

### Famille
Schoeler se marie le 11 septembre 1919 à Unkel avec Helene baronne Böcklin von Böcklinsau (de) (née le 21 mars 1865 à Mannheim).

### Décorations
- Ordre de la Couronne de 2e classe[3]
- Chevalier d'honneur de l'Ordre de Saint-Jean[3]
- Croix de décoration de service prussienne[3]
- Commandeur honoraire de l'Ordre de la Maison princière de Hohenzollern[3]
- Croix d'honneur de l'Ordre du Griffon[3]
- Croix de fer (1914) de 2e et 1re classe
- Ordre de l'Aigle rouge de 2e classe avec feuilles de chêne et épées